# Wheelwright
Wheelwright – miasto w Stanach Zjednoczonych, w stanie Kentucky, w hrabstwie Floyd.